# Andrzej Złupko
Andrzej Złupko (ukr. Андрій Злупко) (ur. 26 kwietnia 1891 w Dorożowie, zm. 6 maja 1956 w Kostomłotach) – duchowny greckokatolicki.

## Życiorys
Syn Aleksego i Julianny z d. Maruszczak. W okresie istnienia ZURL prawdopodobnie był żołnierzem UHA. Następnie wstąpił do Greckokatolickiego Seminarium Duchownego w Przemyślu, które ukończył w 1924. Wyświęcony na diakona 21 marca 1926, zaś na kapłana 28 marca 1926 przez bp. Józefa Bociana; celebs. 
Po święceniach administrator (1927–1936), a następnie proboszcz w Gładyszowie pow. Gorlice. Od 24 lipca 1945 dziekan dekanatu gorlickiego. 2 kwietnia 1947 mianowany przez prymasa Augusta Hlonda generalnym wikariuszem Apostolskiej Administracji Łemkowszczyzny. Równocześnie ze względu na zły stan zdrowia  prymas Hlond przydzielił mu dwóch wikariuszy (ks. Pawła Szuflata i ks. Włodzimierza Hajdukiewicza). 
8 czerwca 1947, w ramach akcji „Wisła”, wysiedlony z Gładyszowa do Sułowa pow. Milicz. Po kilku miesiącach przeniósł się do Legnicy (później Kunic), a następnie po dwóch latach do Kostomłotów, gdzie znajdował się pod opieką swych byłych parafian. Wraz ze śmiercią prymasa Hlonda wygasła jego nominacja na generalnego wikariusza AAŁ. 
Od 1948, z powodu choroby, nie odprawiał nabożeństw. Przez władze komunistyczne określony jako „zdecydowany wróg Polski Ludowej”, inwigilowany przez aparat bezpieczeństwa. Po śmierci pochowany w Kostomłotach. Wiosną 1957 jego szczątki ekshumowano i przeniesiono na cmentarz w Gładyszowie.